# Milan Máčala
Milan Máčala (né le 4 août 1943 à Biskupice u Luhačovice) est un footballeur et entraîneur de football tchèque.